# 兴珞铁路
兴珞线又称渝黔铁路重庆枢纽货车线，是中国重庆铁路枢纽中连接兴隆场和珞璜的双线电气化铁路。线路北起襄渝铁路、渝怀铁路及兰渝铁路的兴隆场站，利用既有线路至团结村，沿中梁山西侧的西部槽谷，经过沙坪坝区西永、土主，九龙坡区的含谷、白市驿、石板、陶家后分为两支，一支通过成渝左、右联络线连接成渝铁路的石场站和铜罐驿站，另一支经西风岭隧道、新白沙沱长江大桥连接川黔铁路珞璜站，最后进入珞璜南站。
线路兴隆场至团结村区间为既有襄渝铁路，团结村至白市驿为利用原西铜便线的基础上进行复线电气化，白市驿以南则为新建复线铁路。未来本线将和由襄渝线磨心坡至兴隆场段、西南环线等线路组成的重庆铁路枢纽货运环线的一部分。

## 概要

### 铜西便线
西铜便线又称为铜西便线，为襄渝铁路中梁山隧道未完工的情况下，自西永站出岔、沿中梁山西侧连接成渝铁路铜罐驿站的联络线。线路于1969年初动工，1970年3月铺轨完毕。线路设白市驿、石板场两个中间站。襄渝铁路通过中梁山隧道、四梨联络线及梨菜联络线接入重庆枢纽后，本线因战备因素仍旧保留使用:316。
1982年1月，石板场站撤销。1983年中梁山隧道进行大修，所有经襄渝铁路进出重庆枢纽的列车均改经由本线进出:316。
2007年，重庆当地的规划部门曾计划将原西铜便线改建为市域铁路北江线，服务北碚、西部大学城、白市驿组团、西彭组团和江津。

### 建设
原新建渝黔铁路（现渝贵铁路）工程分为渝黔铁路客运线、渝黔铁路引入重庆枢纽工程和渝黔铁路货运线三个部分。其中货运线起于团结村站，经白市驿站、铜罐驿站最终连接成渝铁路黄磏站，于2012年12月开工。
2014年5月5日，线路完成架梁工程，5月23日全线贯通。2014年6月30日，重庆枢纽货车线全线通车。线路通车后，位于重庆枢纽南疏解线的中梁山站及重庆东站（原上桥站）结束货运功能。不久后西永站被撤销。
2019年4月24日，珞璜站站场线路和道岔的更换及信号系统的升级工程完工，兴珞线可由陶家场经新白沙沱长江大桥下层接入川黔铁路珞璜站。

## 车站
团结村和白市驿是线路上的两个中间站。其中团结村站是以集装箱货运为主的综合性站，主要办理轻纺、家居建材、机电、汽车、IT等运输业务；白市驿站则是以办理生活物资为主的综合性货运站，承接了原上桥重庆东站的货运业务。

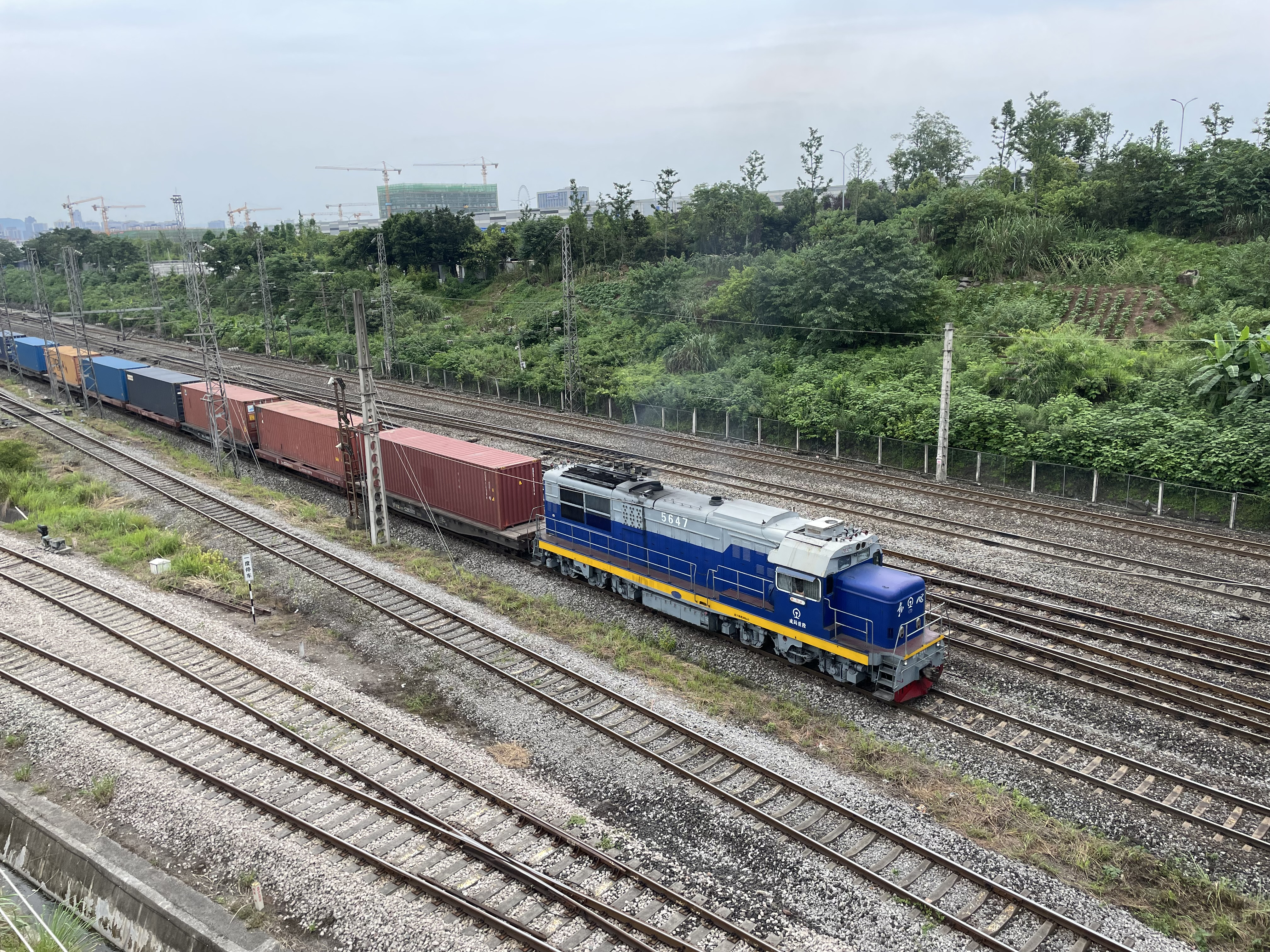
团结村站
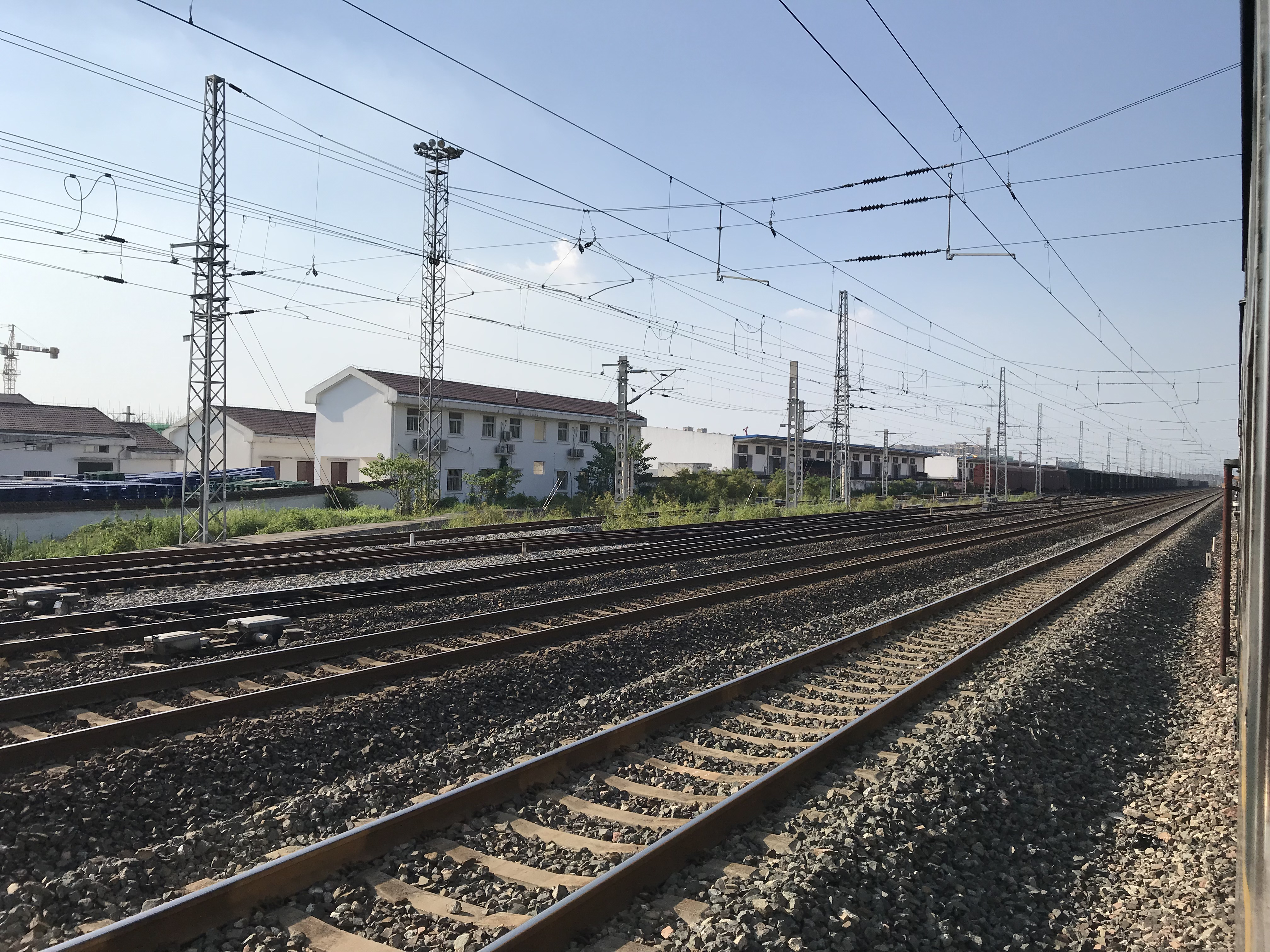
白市驿站
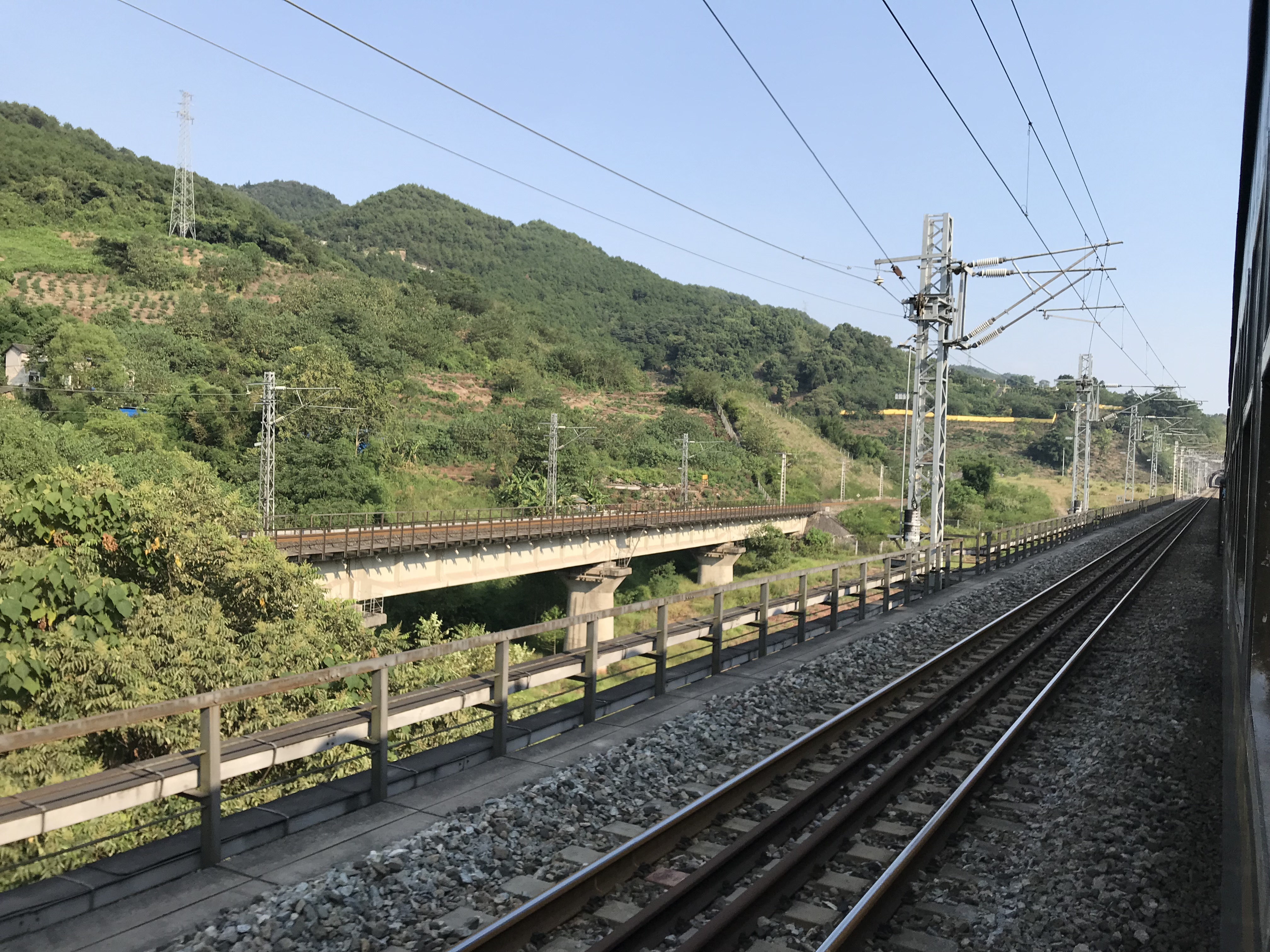
陶家场线路所
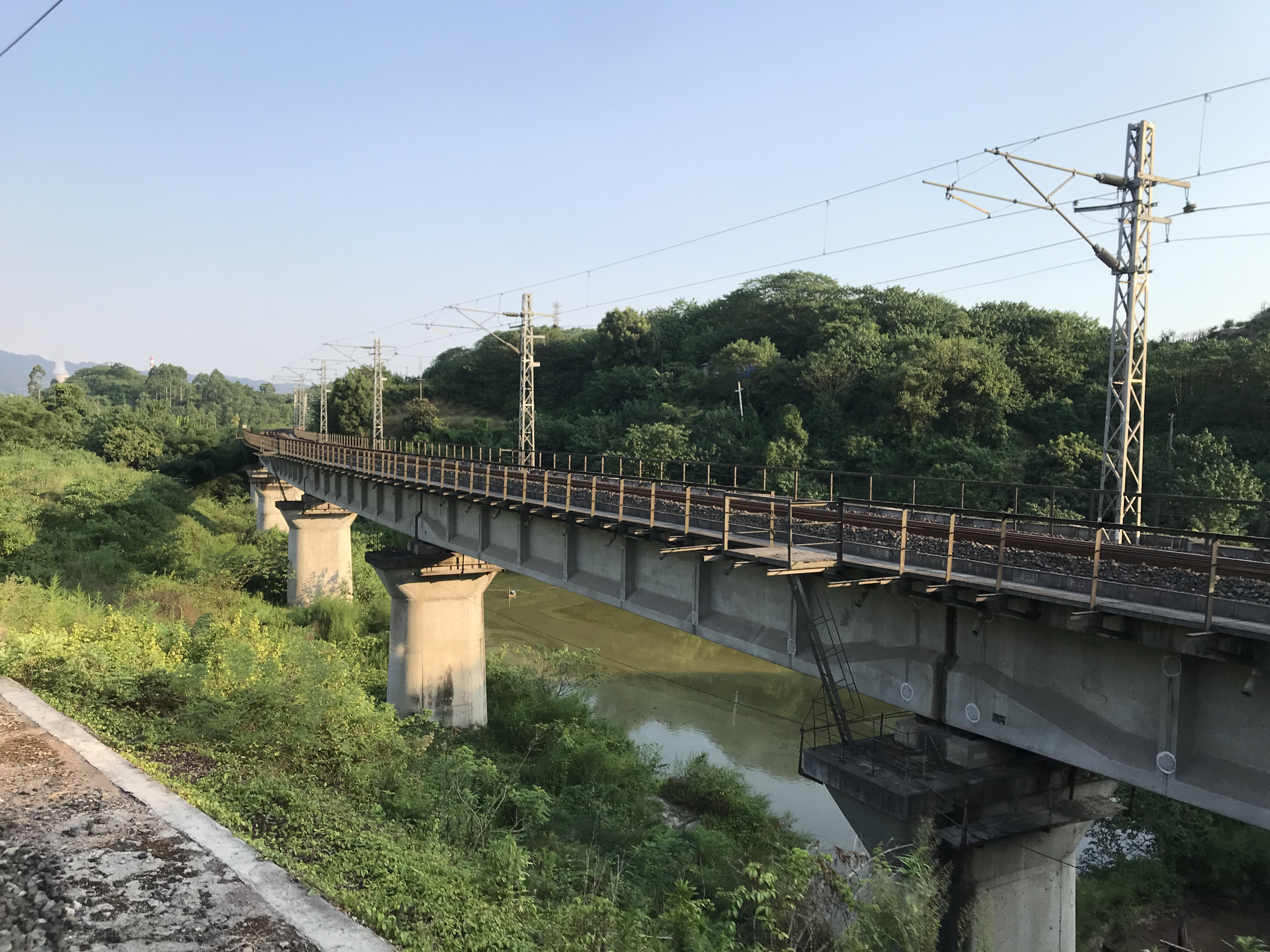
成渝右联络线
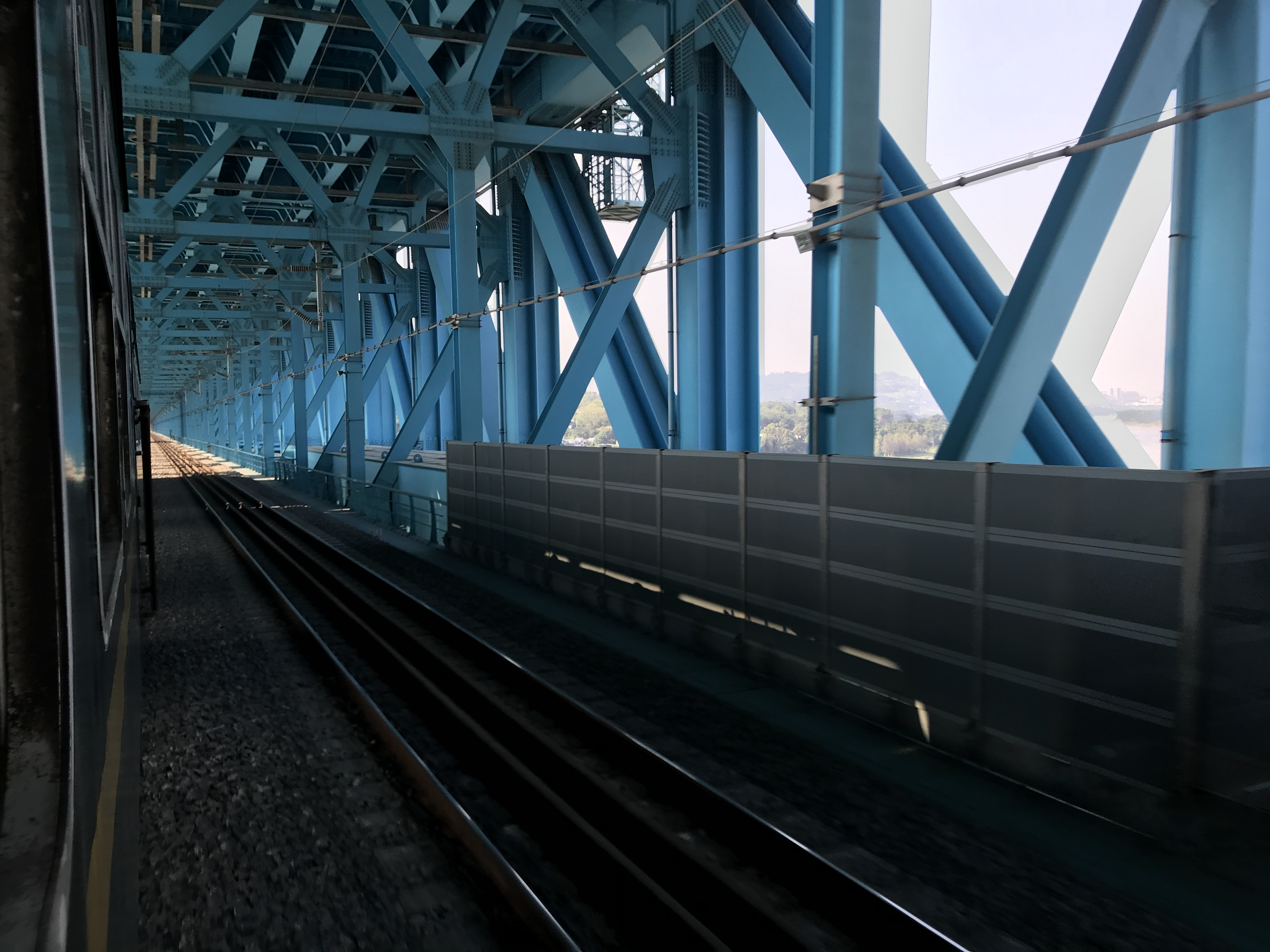
新白沙沱长江大桥下层路轨